# Установка фракціонування Кінг-Ранч
Установка фракціонування Кінг-Ранч — підприємство нафтогазової промисловості на півдні Техасу, котре здійснює розділення зріджених вуглеводневих газів (ЗВГ).
Фракціонатор розташований на майданчику ГПЗ Кінг-Ранч, котрий до середині 2010-х років належав енергетичному гіганту ExxonMobil, а потім був проданий компанії Energy Transfer. Установка здатна розділяти 42 тисячі барелів ЗВГ на добу.
Фракціонована продукція видається через мережу трубопроводів Dow Gulf Coast Pipeline.